# Lutte aux Jeux olympiques de 1912
Navigation
Londres 1908 Anvers 1920
Dix épreuves de lutte eurent lieu à l'occasion des Jeux olympiques de 1912 à Stockholm.

## Tableau des médailles pour la lutte
| Rang | Pays      | Médaille d'or | Médaille d'argent | Médaille de bronze | Total |
| ---- | --------- | ------------- | ----------------- | ------------------ | ----- |
| 1    | Finlande  | 3             | 2                 | 2                  | 7     |
| 2    | Suède     | 1             | 2                 | 1                  | 4     |
| 3    | Allemagne | 0             | 1                 | 0                  | 1     |
| 3    | Russie    | 0             | 1                 | 0                  | 1     |
| 5    | Danemark  | 0             | 0                 | 1                  | 1     |
| 5    | Hongrie   | 0             | 0                 | 1                  | 1     |

## Lutte gréco-romaine

### Poids plume
| Médaille           | Nom              | Pays      |
| ------------------ | ---------------- | --------- |
| Médaille d'or      | Kaarlo Koskelo   | Finlande  |
| Médaille d'argent  | Georg Gerstäcker | Allemagne |
| Médaille de bronze | Otto Lasanen     | Finlande  |

### Poids légers
| Médaille           | Nom              | Pays     |
| ------------------ | ---------------- | -------- |
| Médaille d'or      | Emil Väre        | Finlande |
| Médaille d'argent  | Gustaf Malmström | Suède    |
| Médaille de bronze | Edvin Matiasson  | Suède    |

### Poids moyens
| Médaille           | Nom              | Pays     |
| ------------------ | ---------------- | -------- |
| Médaille d'or      | Claes Johanson   | Suède    |
| Médaille d'argent  | Martin Klein     | Russie   |
| Médaille de bronze | Alfred Asikainen | Finlande |

### Poids mi-lourds
| Médaille           | Nom            | Pays          |
| ------------------ | -------------- | ------------- |
| Médaille d'or      | non attribuée  | non attribuée |
| Médaille d'argent  | Anders Ahlgren | Suède         |
| Médaille d'argent  | Ivar Böhling   | Finlande      |
| Médaille de bronze | Béla Varga     | Hongrie       |

Dans la catégorie des poids mi-lourds les deux finalistes, après avoir combattu plus de sept heures s'adjujèrent une médaille d'argent.

### Poids lourds
| Médaille           | Nom                  | Pays     |
| ------------------ | -------------------- | -------- |
| Médaille d'or      | Yrjö Saarela         | Finlande |
| Médaille d'argent  | Johan Olin           | Finlande |
| Médaille de bronze | Søren Marinus Jensen | Danemark |

Johan Olin, abandonna la finale car il avait combattu... plus de dix heures!